# Соловьёв, Михаил Алексеевич (певец)
Михаил Алексеевич Соловьёв (2 (15) ноября 1901, Владимир, Владимирская губерния, Российская империя — 31 мая 1959, Москва, РСФСР) — советский оперный певец, (бас).

## Биография
В 1915 году окончил Владимирское духовное училище. Дальнейшее образование получил в советской школе, которую окончил в 1919 году. В последний год учёбы работал в Угорпродкоме г. Владимира помощником заведующего по заготовке и снабжению фуражом (февраль 1918 г. — февраль 1919 г.).
В юности вместе с братьями Аркадием и Леонидом пел в архиерейском хоре Успенского собора под руководством регента А. Е. Ставровского. Сольному пению начал учиться в частной музыкальной школе П. А. Ставровского — выпускника Московской консерватории, сына регента А. Е. Ставровского. Класс вокала в школе вел итальянский оперный певец из г. Милана — А. Де-Рома.
В 1919 г. вступил добровольцем в Красную Армию, в рядах которой находился до апреля 1922 г., когда был уволен по состоянию здоровья. Служил писарем в 1-м Эпидемическом отряде при 6-й Армии Северного фронта, в Новочеркасском эвакопункте, в 139 эвакопункте при 9-й Армии Кавказского фронта и в санчасти 10-й Армии Кавказского фронта. После расформирования санчасти был откомандирован в распоряжение санчасти Московского Военного Округа, откуда был зачислен в санчасть 49 бригады 17 стрелковой дивизии. Находясь в Красной Армии, в 1920 г. поступил на медицинский факультет Кубанского Государственного Университета в г. Екатеринодаре, но не закончил его. В августе 1922 г. на основании телеграммы Политуправления Московского Военного округа в счет 5%-ой нормы вакансий Реввоенсовета Республики откомандирован для поступления в Московскую Государственную Консерваторию (МГК).
В Консерватории учился с 1922 г. по 1931 г., затем был оставлен ещё на один год для совершенствования по специальности. Окончил исполнительский факультет по специальности «Сольное пение». Занимался сначала в классе профессора Н. Г. Райского, а затем продолжил и завершил музыкальное образование под руководством профессора Е. Е. Егорова.
Во время учёбы в консерватории средством к его существованию служили стипендия и приработки от стола труда при Комиссии по улучшению быта пролетарского студенчества МГК, где он в 1925—1926 гг работал сначала агентом по снабжению, а затем заведующим столом труда. В период с конца марта 1927 г. до середины мая 1927 г. работал в Управлении лесами Наркомзема РСФСР секретарем Лесоэкономической экспедиции Центрального района г. Москвы. В 1930 г. 4 месяца работал инструктором по плаванию в Московском парке Культуры и Отдыха, затем в течение года (до ноября 1931 г.) — в Радиоуправлении НКПиТ СССР сначала в качестве позера в группе Здравоохранения (утренняя гимнастика), а затем в должности инструктора-организатора в редакции Физкультурно-врачебного вещания. В справке, выданной для предоставления в Консерваторию, Бюро физкультурно-врачебной секции Центрального Радиосовета НКПиТ СССР указано, что он работал с 5 до 14 час., а в вечернее время был занят по организации в ударном порядке кружков радиофизкультурников.
После окончания консерватории работал артистом-солистом сектора Художественного Политвещания (бригада № 2) во Всесоюзном Комитете по радиовещанию (февраль 1932 г. — январь 1933 г.). В 1932 г. подал документы на конкурс артистов-солистов в Государственный Академический Большой Театр (ГАБТ) и 10 июня 1932 г. был приглашен в Филиал ГАБТ, где состоялась проба в артисты-солисты оперы. Сохранились записи одного из членов жюри, в которых о М. Соловьёве написано: «Голос, выдающийся по красоте тембра, достаточного диапазона, музыкален». 15 июня 1932 г. Управление делами ГАБТ сообщило, что на основании протокола конкурсной комиссии по приему в артисты-солисты оперы Соловьев М. А. принят в ГАБТ практикантом с 16 августа 1932 г. с окладом 150 руб./мес. С 1 мая 1933 г. был зачислен в оперную группу ГАБТ артистом-солистом (2-й бас) на оклад содержания (стилистика документа) в 300 руб./мес. В 1934 г. оклад содержания повышен до 500 руб./мес. (норма 10 спектаклей в месяц), а в 1936 г. до 618 руб./мес.
В сентябре 1935 г. был допущен к занятиям в Академической Оперной студии ГАБТ, участвовал в спектаклях «Царская невеста», «Черевички», «Хованщина».
Во время Великой Отечественной войны в октябре 1941 г. ГАБТ был эвакуирован в г. Куйбышев. 23 октября дирекция театра предложила срочно приготовиться к отъезду и 24 октября доставить вещи в филиал ГАБТ. Была также выдана справка для предоставления в магазин на получение продуктов. 25 октября по ходатайству дирекции ГАБТ М. Соловьёву был предоставлен билет для поездки в г. Владимир за своей женой для эвакуации с организацией в г. Куйбышев. Однако М. А. Соловьев в Куйбышев не выехал, а остался в г. Владимире, оформив с 1-го по 28 ноября отпуск без сохранения содержания. В документах также имеется пропуск на его имя, выданный Владимирским Городским отделом НКВД на право въезда и временного проживания в Москве в период с 6-го по 15 декабря 1941 г. В годы войны пел в ансамбле под управлением И. О. Дунаевского. После возвращения ГАБТ из эвакуации вновь приступил к работе в театре.
За два десятилетия работы в Большом театре спел 34 партии, играл вместе с ведущими солистами театра: народными артистами СССР Валерией Барсовой, Еленой Катульской, Верой Давыдовой, Марком Рейзеном, Иваном Козловским, Сергеем Лемешевым, народной артисткой России Верой Фирсовой и другими ведущими солистами. Заслуженная артистка РФ Н. И. Покровская, вспоминая репетиции и спектакли с участием М. Соловьёва, говорила: «Красивый, всегда очень аккуратно одетый, в бархатной куртке с бантом, Михаил Алексеевич любил красоту во всем. Он прекрасно мог исполнять роли царей, князей, баронов, но представить его в роли какого-нибудь бродяги нельзя было решительно. Он хотел нести со сцены только красоту».
Похоронен на Князь-Владимирском кладбище.

## Оперные партии М. А. Соловьёва
- «Бела» (Александров) — Князь
- «Кармен» (Бизе) — Цунига
- «Аида» (Дж. Верди) — Царь Египта
- «Травиата» (Дж. Верди) — Барон.
- «Риголетто» (Дж. Верди) — Монтероне
- «Руслан и Людмила» (М.Глинка) — Светозар
- «Ромео и Джульетта» (Ш.Гуно) — Отец Лоран
- «Фауст» (Ш.Гуно) — Вагнер
- «Русалка» (Даргомыжский) — Ловчий
- «Лакме» (Делиб) — Куровар.
- «Гугеноты» (Мейербер) — Сторож.
- «Галька» (С.Монюшко) — Стольник
- «Дон Жуан» (Моцарт) — Командор
- «Великая Дружба» (Мурадели) — Измаил.
- «Борис Годунов» (Мусоргский) — Никитич.
- «Дубровский» (Направник) — Андрей Дубровский,
- «Абессалом и Этери» (Палиашвили) — Абио
- «Богема» (Пуччини) — Сержант.
- «Тоска» (Пуччини) — Анджелотти.
- «Садко» (Римский-Корсаков) — Второй настоятель.
- «Майская ночь» (Римский-Корсаков) — Писарь.
- «Псковитянка» (Римский-Корсаков) — Вяземский.
- «Севильский цирюльник» (Россини) — Дон Базилио,
- «Вильгельм Телль» (Россини) — Мельхталь
- «Демон» (Рубинштейн) — князь Гудал
- «Проданная невеста» (Сметана) — Миха
- «Евгений Онегин» (П. И. Чайковский) — Зарецкий, Гремин
- «Пиковая дама» (П. И. Чайковский) — Сурин.
- «Иоланта» (П. И. Чайковский) — Бертран.
- «Броненосец Потемкин» (Чишко) — Гиляров.
- «Леди Макбет Мценского уезда» (Шостакович) — Приказчик, Городовой
- «Трильби» (Юрасовский) — Таффи.

## Семья
- Отец — Соловьёв Алексей Федорович (1868—1930) — священник;
- Мать — Соловьёва (урождённая Добровольская) Зиновия Ивановна, (1868—1943) — домашняя хозяйка.
- Жена — Маркова Мария Петровна

## Награды
- Орден «Знак Почёта» (27 мая 1951 года) — за выдающиеся заслуги в развитии советского музыкально-театрального искусства и в связи с 175-летием со дня основания Государственного ордена Ленина Академического Большого театра СССР[2].
- Медаль «За оборону Москвы» (2 апреля 1945 года).
- Медаль «За доблестный труд в Великой Отечественной войне 1941—1945 гг.».
- Медаль «В честь 800-летия Москвы».